# Estadi d'Hainaut
L'Estadi d'Hainaut (o Stade du Hainaut) és un estadi multiusos situat a la ciutat de Valenciennes, a França. Acull els partits de local del club de futbol Valenciennes FC de la Ligue 2. És el principal escenari esportiu de la ciutat i posseeix una capacitat per a 25.000 espectadors.
El recinte va ser inaugurat el 2011 en substitució de l'antic Stade Nungesser, obsolet per als requeriments actuals d'un club de la lliga francesa de futbol. La capacitat del nou estadi pot ser ampliada a prop de 35.000 seients per als concerts i altres espectacles artístics.

## Esdeveniments disputats

### Copa Mundial Femenina de Futbol de 2019
- L'estadi acollirà sis partits de la Copa Mundial Femenina de Futbol 2019.

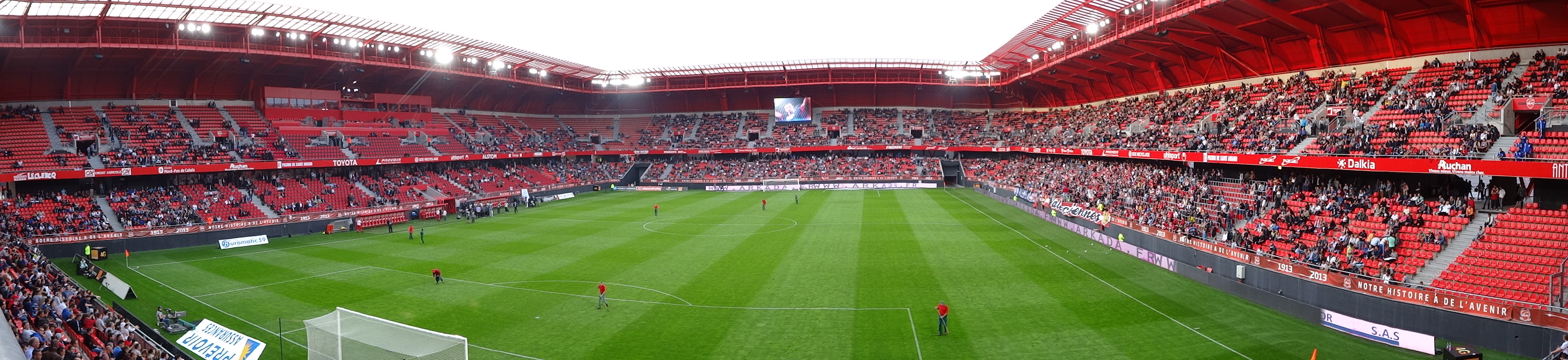
Imatge Panoràmica de l'Estadi de Hainaut

| Data               | Selecció #1   | Resultat | Selecció #2       | Ronda                | Espectadors |
| ------------------ | ------------- | -------- | ----------------- | -------------------- | ----------- |
| 9 de juny de 2019  | Austràlia     | 1 - 2    | Itàlia            | Primera fase, Grup C | 15.380      |
| 12 de juny de 2019 | Alemanya      | 1 - 0    | Espanya           | Primera fase, Grup B | 20.761      |
| 15 de juny de 2019 | Països Baixos | -        | Camerun           | Primera fase, Grup E |             |
| 18 de juny de 2019 | Itàlia        | -        | Brasil            | Primera fase, Grup C |             |
| 23 de juny de 2019 | 1r Grup D     | -        | 3r Grup B / E / F | Vuitens de final     |             |
| 29 de juny de 2019 |               | -        |                   | Quarts de final      |             |